# Diario da Noite (Rio de Janeiro)
O Diário da Noite foi um jornal fundado em 1929 por Assis Chateaubriand no Rio de Janeiro. Funcionava no famoso Edifício da Noite, construído pelo próprio jornal, localizado na Praça Mauá, onde sempre funcionaram, no último andar, os estúdios da Rádio Nacional do Rio de Janeiro. Tinha grandes repórteres e era um jornal muito ativo. Em alguns momentos suplantava O Globo, jornal que só veio a crescer mesmo mais tarde. Chegando a ter uma tiragem de duzentos mil exemplares em seu auge, sua decadência deu-se por volta de 1960 quando sua tiragem já havia baixado para 10 mil exemplares por dia. Fechou suas portas em 1964 com o afastamento de Chateaubriand da direção dos Diários Associados por motivo de doença.
Em julho de 2010, haveria boatos de que o Sistema Verdes Mares de Comunicação (SVM) havia comprado o acervo do antigo Diário da Noite.

## Referência
- Alberto Dines - Textos